# Pere de Cardona (arquebisbe)
|  | Per a altres significats, vegeu «Pere de Cardona». |

Pere (Folc) de Cardona (Tarragona, ? — Alcover, 11 d'abril de 1530) fou Bisbe d'Urgell (1472-1515); President de la Generalitat de Catalunya (1482-1485), arquebisbe de Tarragona (1515-1530) i lloctinent de Catalunya (1521-1523).

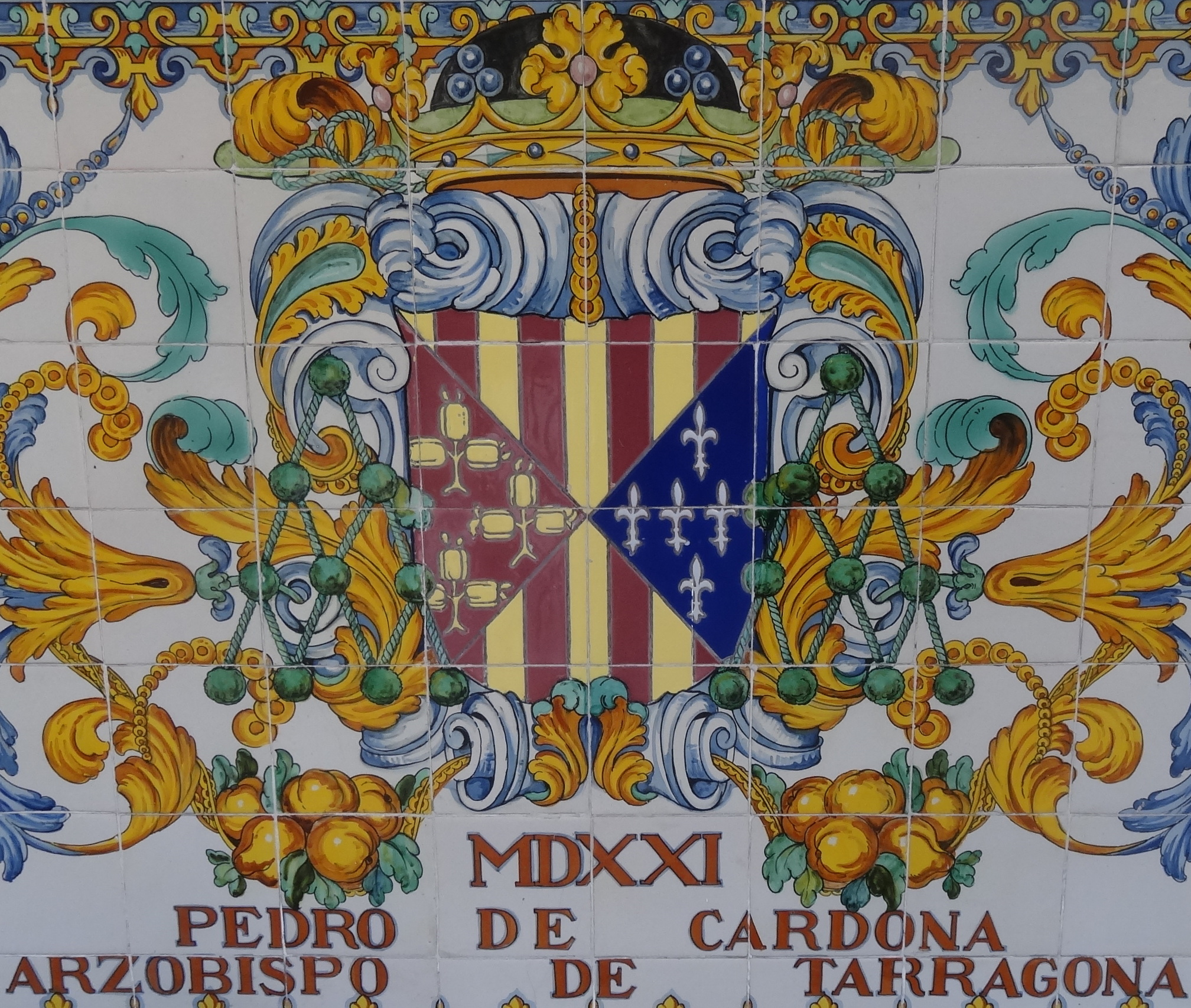
Escut de Pere de Cardona al claustre de la Capitania General de Barcelona

Era fill bastard de Joan Ramon Folc III de Cardona, comte de Cardona i germà del futur comte Joan Ramon Folc IV qui s'implicà a favor del rei a la guerra civil catalana i resistí al setge de Girona amb la reina i l'infant Ferran el Catòlic.
Pere estudià a l'orde benedictí i exercí d'abat a Santa Maria de Lavaix i Sant Benet de Bages. En morir el seu oncle i bisbe d'Urgell, Jaume de Cardona i de Gandia, Pere ocupà el seu lloc al bisbat.
Essent bisbe d'Urgell és elegit diputat pel braç eclesiàstic l'1 d'agost de 1482.
En la seva condició de bisbe, participà en la conquesta, per ordre reial, del comtat de Pallars Sobirà contra el seu cosí Hug Roger III de Pallars Sobirà qui havia estat contrari al rei durant la guerra civil catalana. En aquesta campanya anava acompanyant al seu pare qui afegiria les possessions del comtat de Pallars Sobirà a les de Cardona.
Durant el seu període de president destaquen els nous enfrontaments entre la Diputació i el Consell de Cent barcelonès.
Persona culta i influent, hostatjà al seu palau de Barcelona a personalitats polítiques com Carles I d'Espanya o Francesc I de França. Va ser protector de la cultura donant suport a artistes i a l'edició de llibres, entre ells una versió dels Usatges de 1505.
El 23 de maig de 1515 és nomenat arquebisbe de Tarragona, màxima autoritat eclesiàstica de la península.
Amb la mort de Ferran II el 1516 i l'absència del territori del seu successor Carles I, es produeix un buit de poder que és aprofitat pel nobles per millorar el seu poder. S'incrementa el clima de violència, no funciona la reial audiència. Finalment el rei torna i després d'una estada a Barcelona, nomena a Pere Folc de Cardona com lloctinent de Catalunya el 10 d'abril de 1521. Des de la responsabilitat de lloctinent ha de protegir la frontera francesa, per on va patir una invasió frustrada el 1521.
Els saquejos pirates que atemorien la població des del nord d'Àfrica es reproduïen amb freqüència: A Salou el 1515 i 1522, i a Tortosa el 1521. Comptava per lluitar contra els pirates amb el suport del seu nebot i President de la Generalitat, Lluís de Cardona i Enríquez, qui anys més tard el succeirà com a arquebisbe. L'any 1527, després de detectar-se la presència de Khair ed-Din Barba-rossa va ordenar construir a Salou la torre de Barenys i el 1530 la Torre Vella per defensar la vila, però no va dissuadir els pirates, que van atacar de nou Salou el 1543, 1547, 1549, 1550, 1552, 1558, 1562, 1563, 1582, 1584 i 1587.
Va morir a Alcover, on s'havia refugiat de la pesta, l'11 d'abril de 1530. Està enterrat a la catedral de Tarragona.